# Жеко Димитров
Жеко Димитров Джунджулов е български политик от БРСДП, а по-късно – от БКП.

## Биография
Жеко Димитров е роден на 14 ноември 1886 г. в семейството на Димитър Джунджулов и Мария Джунджулова. Жеко Димитров завършва прогимназията в Хасково, като юношеските му години преминават в изключително тежък труд – работи по 16 часа на ден за да помогне на семейството си, което е крайно бедно. По това време той се запознава с творчеството на руския писател Максим Горки.
През 1903 г. умира бащата Димитър. Това принуждава вторият им син Иван да прекъсне образованието си. Жеко и Иван дават всичко от себе си най-малкият им брат Захари да завърши своето образование.
През 1904 г. Тодор Атанасов по заръка на Васил Коларов създава в Хасково марксически кръжок, като привлича около двадесет работници от града. Сред тях са Жеко Димитров и негов приятел Георги Юрданов, които са запознати с марксизма. Кръжокът, благодарение на усилията на Жеко, Тодор и Георги, се разраства.
През 1905 г. кръжокът прераства в Работническа социалдемократическа просветна група, която е част от партията на тесните социалисти. Към групата се създава и комисия за организиране на работниците в Общия работнически синдикален съюз (ОРСС). Със задачата се заемат тютюноработниците Жеко Димитров и Георги Юрданов, които ръководят първите им стачки през 1906 г. Групата прераства в партийна организация (1910). Същата година във вестник „Работнически вестник“ излиза съобщение, че Жеко Димитров и Гъла Юрданова са сгодени. Имат две деца Любомир и Елизавета.

### Начело на профсъюза в Хасково
През 1911 г. застава начело на партийната организация в Хасково. През същата година е делегат от Хасковската организация на ХVІІІ-я конгрес на партията в Пловдив. Делегат е и на ХІХ-я конгрес.
Под ръководството на Жеко Димитров синдикалната организация в Хасково се развива много бързо. Редактор на в. „Фабричен работник“, който през тези години излиза с тираж 1500 екземпляра. След това е и редактор на Работнически вестник, като негови статии излизат във всички профсъюзни издания.

### Голямата транспортна стачка
Първата голяма стачка и изпитание пред Жеко Димитров е на 17 май 1914 г. когато в София избухва стачка на трамвайните работници. Съвсем скоро е избран за секретар на ОРСС. За времето си стачката е една от големите, като парализира целия транспорт в София. Жеко Димитров призовава гражданите да подкрепят стачкуващите, като на неговия призив откликват над 10 000 софиянци.
Оганизира Транспортна стачка, която продължава 55 дни (1919). След стачката са уволнени над 2000 работници и полага грижи за намиране на нова работа и за техните семейства.
В тези години е един от най-претоварените дейци в синдикалния съюз. Секретар на ОРСС, помощник и касиер на Синдикалния комитет, член на Градския комитет на софийската партийна организация, член на управителния съвет на кооперация „Освобождение“ и член на няколко комисии.

### Ръководител на Синдикалния съюз
През 1921 г. се провежда ХІІІ-я конгрес на ОРСС. На него Жеко Димитров остро критикува редица синдикалисти от цяла България, че не живеят с болките на работниците. По време на целия си живот е обръщал особено внимание на подготовката на кадрите. Остро критикува един от синдикалните дейци, който е взел хонорар за статия в синдикалния вестник:
„Това ще бъде за първи и за последен път. Нашето дело е да помагаме, а не да взимаме. А сега в чест на това, че ти за пръв път получаваш хонорар, след като толкова много си писал или редактирал, ще почерпиш“
През 1922 г. е делегат на конгреса на ОРСС на Профинтерна в СССР. Там се среща с Владимир Ленин.

### Септемврийското въстание 1923 г.
През 1923 г. е крайно резервиран към подготовката на Септемврийско въстание, но се подчинява на решението на партията. Арестуван е на 12 септември 1923 г., като е освободен след един месец, тъй като няма никакви доказателства и е невинен.

### Последни години
След разгрома на въстанието удар понася и Синдикалния съюз. Жеко Димитров се среща с много от старите синдикални дейци за възстановяване на разбитите синдикални организации, като е избран единодушно за секретар на Съюза. Работи трескаво, както личи от тази записка от 28 юни 1924 г., в която той призовава:
„Време за отлагане и суетене няма и не е потребно да изтъкваме как господарите използват всяка проявена от нас мудност“
Към края на годината много от организациите на ОРСС по цялата страна за възстановени.
„Когато във време на сражение загива целия команден състав на ротата, един от войниците поема инициативата да стане командир и призовава за продължаване на сражението под негова команда. Нужни са върховните усилия на всички!“
През 1925 г. без знанието и съгласието на ОРСС и на Жеко Димитров е извършен Атентат в църквата „Света Неделя“. По това време е извън София. Негови съратници и приятели го съветват да се скрие, но той отказва. Арестуван е и изчезва безследно.
„Не бива да се крия! Нямам причина да се крия!“

### Равносметка на един живот и дейност
Загубата на Жеко Димитров за ОРСС означава край на неговата дейност и синдикалният съюз се разпада. След неговата смърт децата му Любомир и Елизавета заминават за Германия. По време на цялата си дейност и живот Жеко Димитров отстоява принципите на синдикализма и синдикалното движение, като приема, прилага и усъвършенства принципите на Георги Кирков (социалист) за стачната борба.

### Памет
- Завод „Жеко Димитров“, Хасково
- Паметник на Жеко Димитров, Хасково
- Улица „Жеко Димитров“ (дн. Българска морава), София
- Паметник на Жеко Димитров, София (демонтиран в началото на 90-те година на ХХ. век)